# Corrispondenza biunivoca (geometria descrittiva)

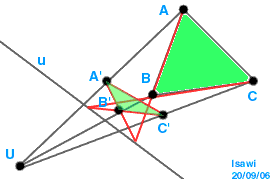
Corrispondenza biunivoca

In geometria descrittiva, una corrispondenza biunivoca è un'operazione di costruzione geometrica che permette l'esistenza di una condizione di reciprocità tra le figure piane ABC e A1B1C1. Le rette che collegano A con A1, B con B1 e C con C1 si incontrano in un punto U, chiamato centro della corrispondenza (proprio, come, ad esempio, nella corrispondenza omologica ed in quella omotetica, o improprio, come nella corrispondenza affine). Di conseguenza i punti ABC sono detti, rispettivamente, i corrispondenti di A1B1C1 e viceversa. Le rette corrispondenti si incontrano su una retta u, detta asse della corrispondenza.

## Classificazione corrispondenze biunivoche
- Corrispondenza prospettiva o prospettività, quando si stabilisce che una delle due figure corrispondenti è stata ottenuta come proiezione planare da un solo centro di proiezione. Per cui la prospettività può essere eseguita tra due figure corrispondenti giacenti su uno stesso piano, in tal caso viene detta prospettività planare, altrimenti prospettività spaziale quando tali figure giacciono su due piani distinti.
- Corrispondenza omologica, quando si stabilisce che le due figure corrispondenti sono state ottenute come proiezione complanari da due centri di proiezione.

## Classificazione secondo le posizioni dell'asse u e del centro U
- Omotetia, quando le due figure corrispondenti sono ottenute sezionando una proiezione conica con due piani tra loro paralleli. Ne consegue che la proprietà della corrispondenza omotetica consiste nell'avere, rispettivamente: punti corrispondenti che sono allineati con un centro U proprio, e rette corrispondenti che si incontrano su una retta impropria, cioè paralleli tra loro.
- Omologia, quando le due figure corrispondenti sono ottenute sezionando una proiezione conica con due piani incidenti alfa e beta. Ne consegue che la proprietà della corrispondenza omologica consiste nell'avere, rispettivamente: che i punti corrispondenti si allineano con un centro U proprio, e che le rette corrispondenti si incontrano su un asse u proprio.
- Affinità, quando le due figure corrispondenti sono ottenute sezionando una proiezione cilindrica con due piani alfa e beta che possono essere tra loro sia incidenti sia paralleli. Ne consegue che la proprietà della corrispondenza omologica consiste nell'avere, rispettivamente: che i punti corrispondenti si allineano con un centro U improprio, e che le rette corrispondenti possono incontrarsi su una retta impropria, quando i piani alfa e beta sono tra loro paralleli, altrimenti su retta propria quando alfa e beta sono tra loro incidenti.